# تپه لنگکها
تپه لنگکها مربوط به دوره اشکانیان - دوره ساسانیان است و در شهرستان زهک، بخش جزینک، دهستان خمک، ۵ کیلومتری شمال شرقی روستای خمک واقع شده و این اثر در تاریخ ۱۲ دی ۱۳۸۶ با شمارهٔ ثبت ۲۰۳۵۷ به‌عنوان یکی از آثار ملی ایران به ثبت رسیده است.